# Sainte-Foy-l'Argentière
Sainte-Foy-l'Argentière este o comună în departamentul Rhône din sud-estul Franței. În 2009 avea o populație de 1.237 de locuitori.

## Evoluția populației
| An        | 1975  | 1982  | 1990  | 1999  | 2006  | 2009  |
| --------- | ----- | ----- | ----- | ----- | ----- | ----- |
| Populație | 1.214 | 1.188 | 1.152 | 1.167 | 1.225 | 1.237 |